# Nelson Rodríguez Prado
Nelson Emilio Rodríguez Prado (Santiago, 21 de julio de 1952) es un periodista chileno conocido por haberse desempeñado como editor y director en el sector de espectáculos de distintos medios del país, como el diario La Tercera, revistas como Vea, TV Grama y Miss 17, y medios televisivos como La Red, antes de su retiro en el año 2022. 
Formado en la Escuela de Periodismo de la Universidad de Chile, tras haber cursado estudios de derecho y sociología en la Pontificia Universidad Católica de Valparaíso, Nelson Rodríguez es conocido por haber sido, entre otras cosas, el primer chileno en entrevistar a Luis Miguel y el último periodista a quien el cantante uruguayo Gervasio dio una entrevista, antes de su suicidio. Asimismo, Rodríguez fue el director de práctica del conocido periodista chileno Emilio Sutherland.

## Estudios y vida privada

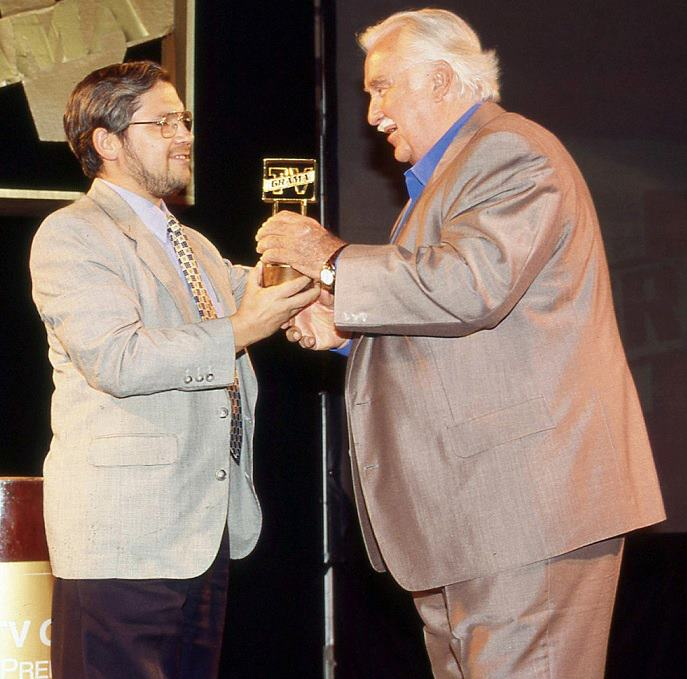
Nelson Rodríguez entregando el Premio TV Grama al exportero de fútbol y periodista deportivo Sergio Livingstone, en la década de 1990.

Nacido en el año 1952, hijo de Manuel Rodríguez Saavedra y Graciela Prado Solís, Nelson Rodríguez es el menor de sus hermanos. Cursó sus estudios primarios y secundarios en el Liceo Gabriela Mistral de la comuna de Recoleta, para luego ingresar a la carrera de Derecho de la Pontificia Universidad Católica de Valparaíso en 1970 y a la carrera de Sociología de la misma casa de estudios dos años después. Finalmente, ingresó a la Escuela de Periodismo de la Universidad de Chile en 1974, de donde se tituló unos años más tarde.
Nelson Rodríguez tiene tres hijos: Alexis Rodríguez Negrete, Haxel Rodríguez Negrete, y Bruno Rodríguez Carapelle.

## Vida profesional
Durante la década de 1980, Nelson Rodríguez se desempeñó como editor del área de Espectáculos del matutino chileno La Tercera, cargo en el que se mantuvo hasta la llegada de Fernando Paulsen a la dirección del diario en 1997. Como periodista de La Tercera y posteriormente de Vea, Rodríguez cubrió más de diez ediciones seguidas del Festival de la Canción de Viña del Mar, entrevistando a artistas como Luis Miguel, Jorge González, Chayanne, Don Francisco, Myriam Hernández, José Luis Rodríguez, Cecilia Bolocco entre otros. También participó de la histórica visita del grupo chileno Los Jaivas a la Antártica en el año 1983, y realizó entrevistas fuera del ámbito del espectáculo a personajes como Augusto Pinochet, Jaime Guzmán, Sergio Livingstone, Sergio Onofre Jarpa o Michelle Bachelet.
Asimismo, durante dicha época dirigió la práctica profesional de Emilio Sutherland. En este período entabló amistad con Yolanda Montecinos, Patricia Maldonado e Ítalo Passalacqua, con quienes mantendría contacto profesional en diversos programas televisivos y radiales, así como medios escritos. 
Tras su paso por La Tercera arribó en calidad de editor a Holanda Comunicaciones S.A., donde dirigió contenidos de espectáculos de revistas como TV Grama, Miss 17 y especialmente Vea, revista de la que fue editor general hasta su cierre en el año 2015. Durante ese período participó ocasionalmente del programa "Cada Día Mejor" dirigido por Alfredo Lamadrid, así como de los matinales de Canal 13 y La Red en calidad de experto en el Festival Internacional de la Canción de Viña del Mar.  
Después de 2015, han continuado sus apariciones esporádicas en programas de espectáculos como "Sigamos de Largo" (Canal 13) y algunos noticiarios chilenos. 
Después del cierre definitivo de Vea, Nelson Rodríguez Prado se desempeñó durante algunos años en el sector de las comunicaciones privadas y brevemente como jefe de comunicaciones de algunos municipios chilenos, antes de retirarse definitivamente a los 70 años de edad, en 2022.